# Списак највећих светских авио-компанија
Неколико различитих листа највећих светских авио-компанија су на располагању, јер постоји неколико начина да се измери величина авио-компаније.

## По броју превезених путника
| Позиција | Авио-компанија        | 2011        | 2010        | 2009        | 2008        | 2007        | 2006       | 2005       |                    |
| -------- | --------------------- | ----------- | ----------- | ----------- | ----------- | ----------- | ---------- | ---------- | ------------------ |
| 1        | Делта ерлајнс         | 163,838,348 | 162,614,714 | 161,049,000 | 106,070,000 | 72,900,000  | 73,584,000 | 86,007,000 | [ тражи се извор ] |
| 2        | Јунајтед ерлајнс      | 141,799,000 | 145,550,000 | 81,421,000  | 86,412,000  | 68,400,000  | 69,265,000 | 66,717,000 | [ 3 ]              |
| 3        | Саутвест ерлајнс      | 135,274,464 | 130,948,747 | 101,339,000 | 101,921,000 | 101,911,000 | 96,277,000 | 88,380,000 | [ 4 ]              |
| 4        | Американ ерлајнс      | 106,013,737 | 105,163,576 | 85,719,000  | 92,772,000  | 98,162,000  | 99,835,000 | 98,038,000 | [ 5 ]              |
| 5        | Чајна саутерн ерлајнс | 80,674,800  | 76,500,000  | 66,280,000  | 57,961,000  | 56,900,000  | 48,512,000 | 43,228,000 | [ 6 ]              |
| 6        | Рајанер1              | 76,400,000  | 80,553,580  | 66,503,999  | 58,565,663  | 50,931,723  | 42,509,112 | 34,768,813 | [ 7 ]              |
| 7        | Ер Франс-КЛМ          | 75,780,000  | 70,750,000  | 71,394,000  | 73,844,000  | 74,795,000  | 73,484,000 | 70,015,000 | [ тражи се извор ] |
| 8        | Чајна истерн ерлајнс  | 68,724,960  | 64,877,800  | 44,042,990  | 37,231,480  | 39,161,400  | 35,039,700 | 24,290,500 | [ 8 ]              |
| 9        | Луфтханза             | 65,458,000  | 90,173,000  | 76,543,000  | 70,543,000  | 66,100,000  | 53,400,000 | 51,300,000 | [ 9 ]              |
| 10       | ЈуЕс ервејз           | 60,854,368  | 59,809,367  | 58,921,521  | 62,659,842  | 66,056,374  | 66,102,774 | 71,580,012 | [ 10 ]             |

Белешке
- ^1  Рајанеров број путника је заснован на броју продатих карата.

## По броју прелетених километара

### Путнички саобраћај
| Позиција | Авио-компанија        | 2010 (у милионима) | 2009 (у милионима) | 2008 (у милионима) | 2007 (у милионима) |
| -------- | --------------------- | ------------------ | ------------------ | ------------------ | ------------------ |
| 1        | Делта ерлајнс         | 266,990            | 161,904            | 199,895            | 178,952            |
| 2        | Американ ерлајнс      | 201,881            | 196,939            | 242,987            | 231,330            |
| 3        | Јунајтед ерлајнс      | 164,662            | 161,436            | 204,706            | 197,684            |
| 4        | Емирејтс              | 143,660            | 118,284            | 100,672            | 90,530             |
| 5        | Луфтханза             | 129,671            | 123,083            | 126,267            | 122,672            |
| 6        | Континентал ерлајнс   | 128,141            | 125,048            | 149,845            | 137,712            |
| 7        | Саутвест ерлајнс      | 125,581            | -                  | -                  | -                  |
| 8        | Ер Франс1             | 125,173            | 126,415            | 129,433            | 123,458            |
| 9        | Чајна саутерн ерлајнс | 110,545            | -                  | -                  | -                  |
| 10       | Бритиш ервејз2        | 105,554            | 111,995            | 114,608            | 113,275            |

Белешке
- ^1  Без КЛМ-ових бројева.
- ^2  Без Иберијиних бројева.

### Карго превоз

#### Укупан број домаћих и међународних пређених километара
| Позиција | Авио-компанија          | 2010 (у милионима) | 2009 (у милионима) |
| -------- | ----------------------- | ------------------ | ------------------ |
| 1        | ФедЕкс Експрес          | 15,743             | 15,939             |
| 2        | ЈуПиЕс ерлајнс          | 10,194             | 10,566             |
| 3        | Катеј Пацифик1          | 9,587              | 9,109              |
| 4        | Коријан ер1             | 9,542              | 8,974              |
| 5        | Емирејтс1               | 7,913              | 8,132              |
| 6        | Луфтханза1              | 7,423              | 7,674              |
| 7        | Сингапур ерлајнс карго1 | 7,001              | 7,118              |
| 8        | Чајна ерлајнс           | 6,410              | 5,411              |
| 9        | Карголукс               | 5,166              | -                  |
| 10       | ИВА ер                  | 4,901              | -                  |

Белешке
- ^1  Без бројева за летове до Хонгконга и Макауа, али не и за Кину

## По величини флоте

### Путничке авио-компаније
| Позиција | Авио-компанија           | Величина флоте |
| -------- | ------------------------ | -------------- |
| 1        | Делта ерлајнс            | 722            |
| 2        | Саутвест ерлајнс1        | 704            |
| 3        | Јунајтед ерлајнс         | 701            |
| 4        | Американ ерлајнс2        | 617            |
| 5        | Ер Франс-КЛМ             | 586            |
| 6        | Чајна саутерн ерлајнс    | 420            |
| 7        | СкајВест ерлајнс         | 397            |
| 8        | Ер Канада3               | 352            |
| 9        | Интернешнл ерлајнс груп4 | 347            |
| 10       | ЈуЕс ервејз              | 338            |

Белешке
- ^1  Укључујући и бројеве ЕрТрен ервејза.
- ^2  Укључујући и бројеве Американ Игл ерлајнса.
- ^3  Укључујући и бројеве Ер Канада Експреса.
- ^4  Укључујући и бројеве Бритиш ервејза и Иберије.

### Карго авио-компаније
| Позиција | Авио-компанија      | Величина флоте |
| -------- | ------------------- | -------------- |
| 1        | ФедЕкс Експрес      | 688            |
| 2        | ЈуПиЕс ерлајнс      | 214            |
| 3        | ДиЕјџЕл Авиејшн     | 75             |
| 4        | ТиЕнТи ервејз       | 50             |
| 5        | Коријан ер карго    | 24             |
| 6        | Катеј Пацифик карго | 24             |
| 7        | Чајна ерлајнс карго | 19             |
| 8        | Луфтханза карго     | 18             |
| 9        | ИВА ер карго        | 18             |
| 10       | Карголукс           | 16             |

## По броју дестинација

### Тренутни број дестинација
| Позиција | Авио-компанија                | Држава                        | Број дестинација |
| -------- | ----------------------------- | ----------------------------- | ---------------- |
| 1        | Јунајтед ерлајнс              | САД                           | 374              |
| 2        | Делта ерлајнс                 | САД                           | 331              |
| 3        | Американ ерлајнс              | САД                           | 260              |
| 4        | Ер Франс-КЛМ                  | Француска, Холандија          | 230              |
| 5        | Луфтханза                     | Немачка                       | 217              |
| 6        | Ју ес ервејз                  | САД                           | 206              |
| 7        | Бритиш ервејз-Иберија ерлајнс | Уједињено Краљевство, Шпанија | 200              |
| 8        | Теркиш ерлајнс                | Турска                        | 191              |
| 9        | Квантас                       | Аустралија                    | 182              |
| 10       | Ер Канада                     | Канада                        | 180              |

## По континенту

### По броју путника
| Континент/ регион | Авио-компанија                  | Број превезених путника | Потпуна листа                                     |
| ----------------- | ------------------------------- | ----------------------- | ------------------------------------------------- |
| Африка            | Египатер                        | 9,517,000 (2010)        | Списак највећих авио-компанија у Африци           |
| Азија             | Чајна саутерн ерлајнс           | 76,455,100 (2010)       | Списак највећих авио-компанија у Азији            |
| Европа            | Луфтханза                       | 106,335,000 (2011)      | Списак највећих авио-компанија у Европи           |
| Северна Америка   | Делта ерлајнс                   | 163,838,348 (2011)      | Списак највећих авио-компанија у Северној Америци |
| Океанија          | Квантас                         | 43,336,000 (2010)       | Списак највећих авио-компанија у Океанији         |
| Јужна Америка     | ТАМ ерлајнс (TAM Linhas Aéreas) | 34,553,000 (2010)       | Списак највећих авио-компанија у Јужној Америци   |